# 烏克蘭原野
烏克蘭原野（羅馬化：Dyke Pole）是烏克蘭的一個歷史地區，是烏克蘭國內的歐亞草原地帶的西部地區，相當於現在的烏克蘭中部和南部的部分地區。烏克蘭原野也包括了俄羅斯的部分地區。原野這一地名出現在15世紀末期的史料之中。由於原野曾是北方農耕民族和南方游牧民族衝突之地，因此人口稀少，自然資源豐富。18世紀之後，原野地區完全置於俄羅斯支配之下，這一名詞不再使用。